# Riksdagen 1587
Riksdagen 1587 ägde rum i Vadstena.
Ständerna sammanträdde den 2 februari 1587. 
På mötet stadfästes en förlikning i de olika uppfattningarna om den nya liturgin som innebar att frågan hänsköts till ett kommande kyrkomöte. Samtidigt antogs andra förordningar som syftade till att minska hertig Karls makt att förbigå rikets allmänna bestämmelser inom sitt hertigdöme.
Riksdagen avslutades den 18 februari 1587.